# Фрационе Волте (Кунео)
Фрационе Волте је насеље у Италији у округу Кунео, региону Пијемонт.
Према процени из 2011. у насељу је живело 3 становника. Насеље се налази на надморској висини од 739 м.